# 모미지야마 문고

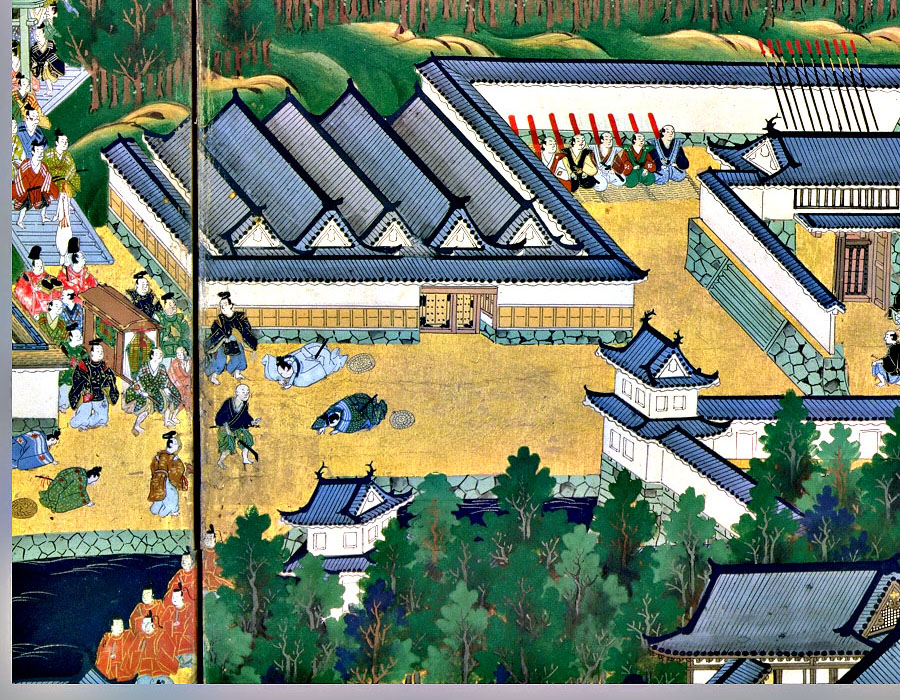
모미지야마 문고가 들어 있는 창고(『에도 그림 병풍』)

모미지야마 문고(紅葉山文庫, もみじやまぶんこ)는 일본 에도 시대에 막부가 에도 성내의 모미지야마 산에 마련하고 있던 문고로, 여기서 문고란 현대에 있어서의 도서관과 같은 의미다(다만 해당 문고의 장서는 민간에 열람이 허용되지 않았다).
모미지야마 문고 옛 장서의 대부분은 에도 막부가 사라진 뒤 메이지 신정부에 인계되어 내각문고의 일부가 되었으며 현재는 공개되어 있다.

## 개요
쇼군을 위한 정무 · 고실 · 교양에 참고 도서를 준비하기 위해, 에도 시대 초기부터 마련되어 있었던 것으로, 그 방대한 장서의 벌집 · 관리 · 보수 · 대차 및 감정 등은, 와카요시도리(若年寄) 배하의 서물봉행(書物奉行)이 행하였다. 소장 장서는 쇼군이 이용하는 것을 기본 전제로 하기는 했지만 노중 · 와카요시도리를 비롯하여 막부의 여러 부교, 학자, 하타모토 및 일부 번에도 대출을 허가되었다(단 서물봉행에 신청해야 했다). 서민들에게는 대출이 허가되지 않았다.
덧붙여 「모미지야마 문고」라는 명칭은 메이지 시대 이후에 사용되었으며 에도 시대에는 그냥 「어문고」(御文庫, ごぶんこ)라고 불리거나, 아칭(雅称)으로 「후잔 문고」(楓山文庫) 또는 「후잔 비각」(楓山秘閣) 등이 사용되었다.  

## 역사

### 후지미테이 어문고
에도 막부가 성립되기 전인 게이초(慶長) 7년(1602년), 훗날 에도에 세워지는 막부의 초대 쇼군이 될 도쿠가와 이에야스(徳川家康)는 자신이 기거하던 에도 성 혼마루의 남단에 있던 후지미(富士見)의 정자에 문고를 세워 가나자와 문고(金沢文庫) 등의 장서를 안치했다. 또 게이초 12년(1607년)에 쇼군에서 물러나 슨푸성(駿府城)에 은거할 때도 이 장서의 일부를 가지다 슨푸 안에 문고를 마련한다.
호학적인 성격이었던 이에야스는, 고금의 한적(漢籍, 한문 고전)・화서(和書, 일본의 고전)를 두루 수집해 그 서사나 출판(후시미판 · 스루가판 등)을 행하고 있었는데 게이초 19년(1614년)에 슨푸의 장서 가운데 30부를 에도성의 쇼군 히데타다(秀忠)에게 주었다. 겐나 2년(1616년)에 이에야스가 사망했을 때 에도나 슨푸의 장서는 이에야스의 유언대로 쇼군 가문 · 오와리 가문 · 슨푸 가문(훗날의 기슈 도쿠가와 가) 이렇게 고산케(御三家)에 분배되었는데, 「일본의 옛 기록 및 세상에 보기 희귀한 서책은 에도에 바쳐야 한다」(日本の旧記及び希世の書冊は江戸へ献ずべし)라는 이에야스의 유지에 의해 중요한 서적 50부가 선정되어 이전의 서적과 함께 후지미테이 어문고에 수납된다. 이들을 특별히 구별하여 「스루가 어문고본」(駿河御文庫本) 등으로 부른다.

### 모미지야마 산으로의 이설 및 증설
간에이 10년(1633년), 후지미테이 어문고에 서물봉행을 두어 장서의 정리 · 보관이나 목록의 편찬 등을 맡기게 된다. 같은 16년(1639년) 7월, 구족장(具足蔵, 무기고)과 함께 역대 쇼군의 영묘가 있던 에도 성내의 모미지야마 묘 옆으로 옮겨졌다. 이듬해에는 회소(會所) · 서고 각 동이 완성되고 있다.
호에이 7년(1710년) 6월에는 장서가 늘어남에 따라 좁아진 서물장을 개축하였고, 이어 쇼토쿠 원년(1711년)에는 한 동을 더 추가해 동서의 서물장이 갖추어진다.
쇼토쿠 3년(1713년)에는 전년에 사망한 6대 쇼군 · 이에노부가 소장하고 있던 서적이 추가되어(사쿠라다 어본桜田御本), 나아가 한 동이 추가되어 「신고쿠라」(新御蔵)라고 불린다. 이렇게 서물장은 총 3개 동이 되었다.

### 요시무네에 의한 서적 충실
8대 쇼군 · 요시무네는 취임 후 바로 교호(享保) 원년(1716년) 6월 유학자인 하야시 가문(林家)에 명하여 모미지야마 어문고의 서적 목록을 제출할 것을 명하였으며, 항상 이를 좌우에 두고 자주 문고에서 책을 빌려 읽었다고 한다. 또, 요시무네 시대에는 사사봉행(寺社奉行) 배하의 아오키 곤요(青木昆陽)에 의한 도쿠가와 가문 옛 영지의 가장(家蔵) 문서 수집 등, 여러 구니에 명령해 모은 각지의 고문서나, 나가사키 부교에 명령해 수입해 들인 신간 한적(지방지 · 의서・수필・시문집), 한층 더 명말청초에 융성한 희곡・통속 소설 등도 넓게 요구, 수장해 들였다. 이들 초판본은 중국 문학사 연구, 특히 《수호전》, 《서유기》 등 소설 성립사의 기본 사료로서 보존 상태의 장점과 함께 현대에 이르기까지 진기하고 귀중한 자료로 쓰이고 있다.

### 그 후
분세이 11년(1828년) 6월에 분고 사이키 번주(豊後佐伯藩主) · 모리 다카스에(毛利高標)가 8만 권에 달하는 자신의 장서 가운데 2만 권을 막부에 헌상했다. 이것을 수납하기 위한 새로운 서고가 덴포(天保) 원년(1830년) 12월에 준공, 서물장은 4동이 되었다.
막부 말기인 게이오 2년(1866년)에 서물봉행이 폐지되고, 서물봉행 배하였던 서물방 도신(書物方同心)이 쇼헤이자카 학문소로 이동, 모미지야마 문고는 서고와 장서만이 남은 채로 메이지 유신을 맞게 된다.
유신 후에는, 관할 관서의 거듭된 변천이나 1873년(메이지 6년)의 고쿄의 화재를 거쳐, 1884년(메이지 17년)에 태정관의 관할이 되어 궁성 내의 서고에 보존되어 이것이 나중에 내각문고(内閣文庫)로 이어졌다.
1971년, 국립 공문서관의 설치에 따라, 다른 내각문고본과 함께 이관, 일반에 공개되었다.

## 장서
모미지야마 문고의 장서는, 이에야스의 생명으로 수집 · 서사된 서적을 기초로 하고, 막부가 어서물사(御書物師, 문고 출입의 서점)를 통해 구입한 도서나 헌상된 관찬서(《본조통감》 《간에이 제가계도전》 《도쿠가와 실기》 등), 또 여러 번의 다이묘나 하야시 가문으로부터 헌상된 책 등으로 구성되었다. 특히 분세이 11년(1828년)에는 분고 사이키 번주 · 모리 다카스에가 2만권의 서적을 헌상한다.
문고의 장서 수는 시기에 따라 다르지만, 막부 말기의 겐지 연간에 편찬된 《겐지 증보어서적목록》(元治増補御書籍目録)에 따르면 11만 3천950점으로, 그 중 65%가 한적이었다고 한다.
또한, 장서에 장서인 같은 것은 일절 사용되지 않았다고 한다 .

## 서물봉행에 의한 철저한 관리
역대의 서물봉행으로는 후카미 유린(深見有隣), 다카하시 게이호(高橋景保), 곤도 주조(近藤重蔵), 하야시 후쿠사이(林復斎) 등의 학자도 이름을 올리고 있어, 문고의 대차 · 관리뿐 아니라, 장서의 감정 · 포집 · 목록의 편찬 등을 행했다.
보수 작업으로서 날씨와 습도에 주의하여 장서나 자료를 햇빛이나 바람에 노출시키는 거풍도 매년 저녁 여름부터 가을에 걸쳐 몇 달간 대규모로 이루어졌다. 또한 장서는 책장에 담아 보관되었고, 손상된 서적의 수리도 자주 수행되었다. 이러한 철저한 관리가 이루어졌기 때문에, 장서의 보존 상태는 매우 양호하고, 발간 당시의 책의 분위기가 그대로 보존되었다.
이들 서물봉행들의 실무의 기록은 『어서물방일기』(御書物方日記, 일부가 『대일본 근세사료 막부 서물방일기』로서 간행되었다)로 남아 있으며, 또한 문고 내의 장서들의 변천에 대해서는 그 전래・유서와 함께 『어서적내력지』에 기록되어 있다.

## 참고 문헌
- 『국사대사전 13』( 요시카와 홍문관 ) 「모미지야마 문고」
- 『일본사대사전 6』(헤이본샤, 1992년, ISBN 4582131069 ) 「모미지야마 문고」(집필:야마모토 타케오)
- 『일본 역사대사전 3』( 쇼가쿠칸, 2001년, ISBN 978-4-09-523003-0 ) 「모미지야마 문고」(집필:후지히로 쿠미코)
- 森潤三郎 저『紅葉山文庫と書物奉行（複製版）』臨川書店、1978年。NCID BN02843549。
- 福井保 저『紅葉山文庫　江戸幕府の参考図書館』郷学舎〈東京郷学文庫〉、1980年。全国書誌番号:80042256。
- 長澤孝三 저『幕府のふみくら　内閣文庫のはなし』吉川弘文館、2012年。ISBN 9784642080804。
- 新藤透 저『図書館と江戸時代の人々』柏書房、2017年。ISBN 9784760148776。

## 같이 보기
- 서물봉행
- 내각문고
- 국립공문서관
- 이데쿠네 다쓰로(出久根達郎) - 모미지야마 문고를 무대로 하는 시대 소설 『어서물 도신 일기』(御書物同心日記, 고단샤, 1999년. 이후 문고화)가 있다.
- 계림창화집